# Crusade Texts in Translation
Crusade Texts in Translation („Kreuzfahrertexte in Übersetzung“) ist eine Buchreihe mit ins Englische übersetzten Texten der Kreuzfahrer. Sie erscheint seit Mai 1996 im Verlag Ashgate in Farnham, Surrey, England und Burlington, Vermont. Sie hat die ZDB-ID: 20908519.
Herausgeber der Reihe sind Malcolm Barber, University of Reading, UK, Peter Edbury, Cardiff University, UK, Bernard Hamilton, University of Nottingham, UK, Norman Housley, University of Leicester, UK, und Peter Jackson, University of Keele, UK.
Sie liefert einen großen Corpus von Texten, die die Geschichte der Kreuzzüge und Kreuzfahrerstaaten beleuchten. Viele wurden zum ersten Mal ins Englische übersetzt.

## Übersicht
- 1. Peter W. Edbury: The Conquest of Jerusalem and the Third Crusade. Sources in Translation. Ashgate, Aldershot u. a. 1998, ISBN 1-84014-676-1.
- 2. William of Tudela and an anonymous Successor: The Song of the Cathar Wars. A History of the Albigensian Crusade. Translated by Janet Shirley. Ashgate, Aldershot u. a. 2000, ISBN 0-7546-0388-1.
- 3. Helen J. Nicholson: Chronicle of the Third Crusade. A Translation of the Itinerarium Peregrinorum et Gesta Regis Ricardi. Ashgate, Aldershot u. a. 1997, ISBN 1-85928-154-0.
- 4. Walter the Chancellor’s The Antiochene Wars. A Translation and Commentary. A Translation and Commentary by Thomas S. Asbridge and Susan B. Edgington. Ashgate, Aldershot u. a. 1999, ISBN 1-84014-263-4.
- 5. Crusader Syria in the Thirteenth Century. The Rothelin Continuation of the History of William of Tyre with Part of the Eracles or Acre Text. Translated by Janet Shirley. Ashgate, Aldershot u. a. 1999, ISBN 1-84014-606-0 (Fälschlicherweise auch als Band 4 der Serie bezeichnet).
- 6. Paul Crawford: The „Templar of Tyre“. Part III of the „Deeds of the Cypriots“. Ashgate, Aldershot u. a. 2001, ISBN 1-84014-618-4.
- 7. Bahāʾ al-Dīn Yūsuf ibn Rāfiʿ Ibn Shaddād: The rare and excellent History of Saladin or al-Nawādir al-Sultaniyya wa’l-Mahasin al-Yusufiyya. Translated by Donald S. Richards. Ashgate, Aldershot u. a. 2001, ISBN 0-7546-0143-9.
- 8. Guillaume de Machaut: The Capture of Alexandria. Translated by Janet Shirley. Introduction and Notes by Peter W. Edbury. Ashgate, Aldershot u. a. 2001, ISBN 0-7546-0101-3.
- 9. Thomas A. Fudge: The Crusade against Heretics in Bohemia, 1418–1437. Sources and Documents for the Hussite Crusades. Ashgate, Aldershot u. a. 2002, ISBN 0-7546-0801-8.
- 10. The Book of Deeds of James I of Aragon. A Translation of the Medieval Catalan Llibre dels Fets by Damian J. Smith and Helena Buffery. Ashgate, Aldershot u. a. 2003, ISBN 0-7546-0359-8.
- 11. Robert the Monk’s History of the First Crusade. = Historia Iherosolimitana. Translated by Carol Sweetenham. Ashgate, Aldershot u. a. 2005, ISBN 0-7546-0471-3.
- 12. The Gesta Tancredi of Ralph of Caen. A History of the Normans on the First Crusade. Translated by Bernard S. Bachrach and David S. Bachrach. Ashgate, Burlington VT 2005, ISBN 0-7546-3710-7.
- 13. The chronicle of Ibn al-Athīr for the crusading period from al-Kāmil fīʾl-taʾrīkh. Teil 1: The Years 491–541/1097–1146. The Coming of the Franks and the Muslim Response. Translated by Donald S. Richards. Ashgate, Aldershot u. a. 2006, ISBN 0-7546-4077-9.
- 14. Colin Imber: The Crusade of Varna, 1443–45. Ashgate, Aldershot u. a. 2006, ISBN 0-7546-0144-7.
- 15. The chronicle of Ibn al-Athīr for the crusading period from al-Kāmil fīʾl-taʾrīkh. Teil 2: The Years 541–589/1146–1146. The Age of Nur al-Din and Saladin. Translated by Donald S. Richards. Ashgate, Aldershot u. a. 2007, ISBN 978-0-7546-4078-3.
- 16. Peter Jackson: The Seventh Crusade, 1244–1254. Sources and Documents. Ashgate, Farnham u. a. 2007, ISBN 978-0-7546-5722-4.
- 17. The chronicle of Ibn al-Athīr for the crusading period from al-Kāmil fīʾl-taʾrīkh. Teil 3: The Years 589–629/1193–1231. The Ayyūbids after Saladin and the Mongol Menace. Translated by Donald S. Richards. Ashgate, Aldershot u. a. 2008, ISBN 978-0-7546-4079-0.
- 18. Letters from the East. Crusaders, Pilgrims and Settlers in the 12th – 13th centuries. Translated by Malcolm Barber and Keith Bate. Ashgate, Farnham u. a. 2010, ISBN 978-0-7546-6356-0.
- 19. The Crusade of Frederick Barbarossa. The History of the Expedition of the Emperor Frederick and Related Texts. Translated by Graham A. Loud. Ashgate, Farnham u. a. 2010, ISBN 978-0-7546-6575-5.
- 20. Nicolaus von Jeroschin: The Chronicle of Prussia. A History of the Teutonic Knights in Prussia, 1190–1331. Translated by Mary Fischer. Ashgate, Farnham u. a. 2010, ISBN 978-0-7546-5309-7.
- 21. Marino Sanudo Torsello: The Book of the Secrets of the Faithful of the Cross. = Liber Secretorum Fidelium Crucis. Translated by Peter Lock. Ashgate, Farnham u. a. 2011, ISBN 978-0-7546-3059-3.
- 22. The Chanson d’Antioche. An Old French Account of the First Crusade. Translated by Susan B. Edgington and Carol Sweetenham. Ashgate, Farnham u. a. 2011, ISBN 978-0-7546-5489-6.
- 23. Denys Pringle: Pilgrimage to Jerusalem and the Holy Land, 1187–1291. Ashgate, Farnham u. a. 2012, ISBN 978-0-7546-5125-3.
- 24. Albert of Aachen’s History of the Journey to Jerusalem. Band 1: Books 1–6. The First Crusade, 1095–1099. Translated and edited by Susan B. Edgington. Ashgate, Farnham u. a. 2013, ISBN 978-1-4094-6652-9.
- 25. Albert of Aachen’s History of the Journey to Jerusalem. Band 2: Books 7–12. The Early History of the Latin States, 1099–1119. Translated and edited by Susan B. Edgington. Ashgate, Farnham u. a. 2013, ISBN 978-1-4094-6653-6.
- 26. Caffaro, Genoa and the Twelfth-Century Crusades. Translated by Martin Hall and Jonathan Phillips. Ashgate, Farnham u. a. 2013, ISBN 978-1-4094-2860-2.
- 27. Prester John. The Legend and its Sources. Compiled and Translated by Keagan Brewer. Ashgate, Farnham u. a. 2015, ISBN 978-1-4094-3807-6.